# دهستان چاه سالم
دهستان چاه سالم نام دهستانی در بخش مرکزی شهرستان امیدیه، استان خوزستان در ایران است. براساس سرشماری مرکز آمار ایران در سال ۱۳۹۸ جمعیت دهستان ۱۱۹۵۸ است دهستان چاه سالم یکی از قدیمی ترین دهستان های استان خوزستان میباشد.